# Pothyne capito
Pothyne capito är en skalbaggsart som beskrevs av Francis Polkinghorne Pascoe 1866. Pothyne capito ingår i släktet Pothyne och familjen långhorningar.
Artens utbredningsområde är Filippinerna. Inga underarter finns listade i Catalogue of Life.